# Esplanaden, Lovisa
Esplanaden är en bred parkgata i Lovisa i Finland. Den delar staden i två delar, i befästningsdelen och Nedre stan. Vid dess västra del ligger rödtegelkyrkan från 1865. Även rådhuset ligger vid esplanaden. De övriga byggnaderna längs Esplanaden är mestadels bostads- och affärsbyggnader i två våningar, majoriteten av vilka är av sten och byggda i slutet av 1800-talet.